# Eulaira altura
Eulaira altura là một loài nhện trong họ Linyphiidae.
Loài này thuộc chi Eulaira. Eulaira altura được Ralph Vary Chamberlin & Wilton Ivie miêu tả năm 1945.